# Молодая гвардия (телесериал)
«Молода́я гва́рдия» — российский двенадцатисерийный военно-исторический телесериал режиссёра Леонида Пляскина, снятый в 2015 году.
Фильм повествует о деятельности подпольной антифашистской комсомольской организации «Молодая гвардия» во время оккупации немецкими войсками города Краснодона Украинской ССР в годы Великой Отечественной войны.
Телесериал вышел на экраны российского телевидения накануне празднования семидесятилетия Дня Победы.
События, происходящие в Краснодоне, снимали в станице Краснодонецкая Ростовской области недалеко от мест реальных событий. Большую часть массовых и батальных сцен отсняли в Новочеркасске — в пойме реки Тузлов, в роще в черте города и в старых исторических районах.
Премьерный показ фильма состоялся с 5 по 14 мая 2015 года на российском Первом канале.

## Сюжет
Группа краснодонских юношей и девушек действует в Краснодоне, оккупированном германской армией в 1942 году. Существовавшее ранее в городе подпольное сопротивление было сдано неизвестным предателем, все активисты были арестованы и казнены. 18-летний Виктор Третьякевич создал отряд юных народных мстителей под названием «Молодая гвардия», который продолжил борьбу с немецкими оккупантами.
Оккупанты поначалу не подозревали, что имеют дело с подростками. В городе был ограблен оружейный склад, распространялись антифашистские листовки, срывалась отправка продуктов в Германию, затапливались шахты. Поиском диверсантов занялся немецкий полковник Ренатус. Виктор одержим идеей вычислить предателя, сдавшего подполье, поэтому решил использовать полковника Ренатуса для достижения своей цели. Однако, недооценив противника, был арестован. В результате предательства одного из членов подпольной организации отряд молодогвардейцев был раскрыт, все основные подпольщики были подвергнуты пыткам, а затем казнены.

## В ролях
| Актёр                     | Роль                                                                |
| ------------------------- | ------------------------------------------------------------------- |
| Никита Тезин              | Виктор Третьякевич                                                  |
| Катерина Шпица            | Любовь Шевцова                                                      |
| Юрий Борисов              | Сергей Тюленин                                                      |
| Вячеслав Чепурченко       | Олег Кошевой                                                        |
| Ирина Горбачёва           | Ульяна Громова                                                      |
| Юрий Чурсин               | Иван, артист-подпольщик                                             |
| Владислав Кузнецов        | Иван Земнухов                                                       |
| Виктор Хориняк            | Анатолий Ковалёв                                                    |
| Алексей Вертков           | Эрнст-Эмиль Ренатус, полковник СС, начальник немецкой жандармерии   |
| Полина Пушкарук           | Анна Сопова                                                         |
| Сергей Яковлев            | Анатолий Попов                                                      |
| Илья Кожухарь             | Георгий Арутюнянц                                                   |
| Карина Гондагсазян        | Майя Пегливанова                                                    |
| Иван Решетняк             | Демьян Фомин                                                        |
| Марчин Руй                | Вильгельм Рейнхардт, офицер СС, ухажёр Шевцовой                     |
| Андрей Гусев              | Гедеман, немецкий офицер                                            |
| Николай Сердцев           | Отто Шен, немецкий офицер                                           |
| Михаил Елисеев            | Гопф, инженер                                                       |
| Григорий Зельцер          | Швейде, барон                                                       |
| Дмитрий Быковский-Ромашов | Соликовский, полицай, начальник краснодонской полиции               |
| Сергей Яценюк             | Мыкола, полицай                                                     |
| Руслан Барабанов          | Грицько, полицай                                                    |
| Анастасия Мытражик        | Соня Липкина, возлюбленная Виктора Третьякевича (убита немцами)     |
| Лариса Шахворостова       | Елена Николаевна Кошевая, мать Олега                                |
| Ольга Лапшина             | Ефросинья Шевцова, мать Любы                                        |
| Евгения Дмитриева         | Александра Тюленина, мать Сергея                                    |
| Владимир Антоник          | Матвей Громов, отец Ульяны                                          |
| Ирина Яковлева            | Анна Пегливанова, мать Майи                                         |
| Тагир Рахимов             | Василий Нуждин, начальник шахты, отчим Почепцова                    |
| Роман Шмаков              | Геннадий Почепцов                                                   |
| Василий Миролюбов         | Юрий Виценовский                                                    |
| Максим Сапрыкин           | Алексей Борода                                                      |
| Сергей Карабань           | Владимир Осьмухин                                                   |
| Мария Троицкая            | Антонина Елисеенко                                                  |
| Илья Антоненко            | Василий Левашов                                                     |
| Валерий Карпов            | Сергей Левашов                                                      |
| Виктория Даненкова        | Александра Дубровина                                                |
| Вячеслав Евлантьев        | Петрик                                                              |
| Иван Мозговой             | Стёпка, полицай (убит Виктором Третьякевичем)                       |
| Максим Кошеваров          | тапёр                                                               |
| Ярослав Химченко          | Зон, переводчик                                                     |
| Сергей Куликов            | староста                                                            |
| Александр Строев          | Михаил Липкин, отец Сони (убит немцами)                             |
| Светлана Улыбина          | бабушка Сони (убита немцами)                                        |
| Вячеслав Ковалёв          | Иван Борода                                                         |
| Алексей Литвиненко        | Типчук, полицай                                                     |
| Андрей Лёвин              | Левке, ефрейтор, водитель Вильгельма                                |
| Николай Орловский         | Штерн                                                               |
| Андрей Анненский          | Шульц, ефрейтор (убит Ульяной Громовой при попытке изнасиловать её) |
| Яак Принтс                | Кицлер, интендант (убит полицаями)                                  |
| Леонид Торкиани           | второй интендант                                                    |
| Жорж Девдариани           | Ханс, капитан                                                       |
| Александр Дырин           | немец-связист                                                       |
| Борис Цай                 | Ли Фань                                                             |
| Александр Горбатов        | Васько                                                              |
| Софья Озерова             | Леночка                                                             |
| Лидия Байрашевская        | учительница                                                         |
| Юрий Сысоев               | Петро, хозяин избы                                                  |
| Маргарита Силкина         | Марийка                                                             |

## Трансляции
| Страна | Транслятор   | Дата               |
| ------ | ------------ | ------------------ |
| Россия | kino.1tv.ru  | с 1 мая 2015 года  |
| Россия | Первый канал | 5—14 мая 2015 года |